# Забілло Микола Миколайович
Микола Миколайович Забілло або Забелло (нар. 1892, Кам'янець-Подільський, Подільська губернія — 1967, Стамбул, Туреччина) — український військовий і громадський діяч. Капітан артилерії. Співробітник спецслужби УНР.

## Життєпис

Катерина Забілло, Микола Забілло та їхній син Петро

Народився в місті Кам'янці-Подільському — головному місті Подільської губернії Російської імперії.
Закінчив Одеський кадетський корпус і Михайлівське артилерійське училище. Капітан.
Протягом 1910-1912 років служив на Далекому Сході.
З початком Української революції — сотник Запорізького корпусу війська УНР.
За інформацією Василя Филоновича, Забілло дезертирував до Врангеля.
Разом з дружиною, бунчужною Катериною Забілло, на еміграції в Туреччині з 1920 року.
Співробітник спецслужби УНР.
Спочатку очолював «Українське сполучене земляцтво Поділля та Волині». Після об'єднання у 1928 році всіх українських округових земляцтв у Туреччині в Українську громаду на Туреччині став її генеральним писарем. З того ж таки 1928-го і до кінця 1960-х років — її голова. 
Представник Української Автокефальної Православної Церкви на Близькому Сході.
Похований поряд з дружиною на Грецькому православному цвинтарі (Şişli Rum Ortodoks Mezarlığı) у стамбульському районі Шишлі.